# Église de Téboursouk
L'église de Téboursouk, située dans la ville de Téboursouk en Tunisie, est une église catholique bâtie à l'époque du protectorat français. Cédée au gouvernement tunisien en 1964, elle est maintenant en ruines.

## Paroisse de Téboursouk pendant le protectorat

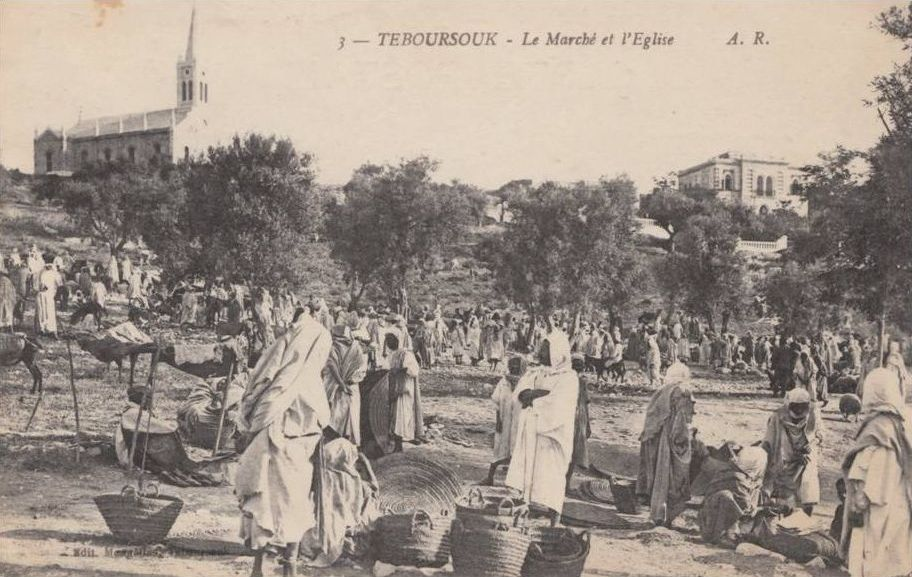
Église de Téboursouk dans les années 1910.

Le premier lieu de culte bâti à Téboursouk est la chapelle du pénitencier. Le nombre de chrétiens étant très réduit, il faut attendre 1911 pour que la ville soit érigée en paroisse. Décision est alors prise par l'archevêché de construire une église. Un lot de terrain sur une colline est acheté à cet effet.
Les travaux démarrent au début de l'année 1914 mais le déclenchement de la Première Guerre mondiale stoppe le chantier. Il ne reprend qu'en 1920 sous l'impulsion d'un prêtre de Thibar, l'abbé Duthoit. L'église est finalement inaugurée le 16 avril 1922, jour du dimanche de Pâques. Le même jour, on inaugure le monument aux morts en hommage aux soldats de la commune morts pendant le dernier conflit.
Si l'église est remplie le jour de l'inauguration par les 200 fidèles qui sont venus, ils sont beaucoup moins nombreux le reste de l'année. C'est pourquoi l'église est desservie par des pères blancs qui viennent de Thibar deux jours par semaine, le jeudi pour le catéchisme et le dimanche pour la messe. Ce n'est que le 21 juin 1931 que l'église est pourvue de deux cloches bénies par l'archevêque de Carthage, Monseigneur Alexis Lemaître, venu pour l'occasion.
La ville se retrouve au milieu des combats lors de la campagne de Tunisie en 1942 et 1943. L'église est partiellement détruite par les bombardements. À la fin du conflit, les paroissiens parviennent à réunir 260 000 francs pour réparer l'édifice mais il faut attendre le versement des dommages de guerre pour que l'église soit restaurée en 1951.

## Bâtiment après l'indépendance
La population chrétienne diminue rapidement après la fermeture du pénitencier. Les fonctionnaires s'en vont et seuls les colons restent encore. C'est pourquoi le délégué de Téboursouk réclame la fermeture de l'église dès 1963, ce que refuse l'archevêque Maurice Perrin, arguant que des négociations sont en cours avec le gouvernement tunisien.
Le 12 mai 1964, les derniers colons de la région sont expulsés après la loi de nationalisation des terres européennes. L'église est finalement citée dans le modus vivendi signé entre le gouvernement tunisien et le Vatican le 10 juillet 1964. Le bâtiment est cédé gratuitement avec l'assurance qu'il ne sera utilisé qu'à des fins d'intérêt public compatibles avec son ancienne destination.
Après avoir baptisé le dernier enfant catholique de la paroisse, l'église est fermée ; les cloches sont démontées et envoyées au Mali.
Le bâtiment connaît alors plusieurs affectations. Après avoir abrité le café-concert El Alia en 2016, il est maintenant en ruines.

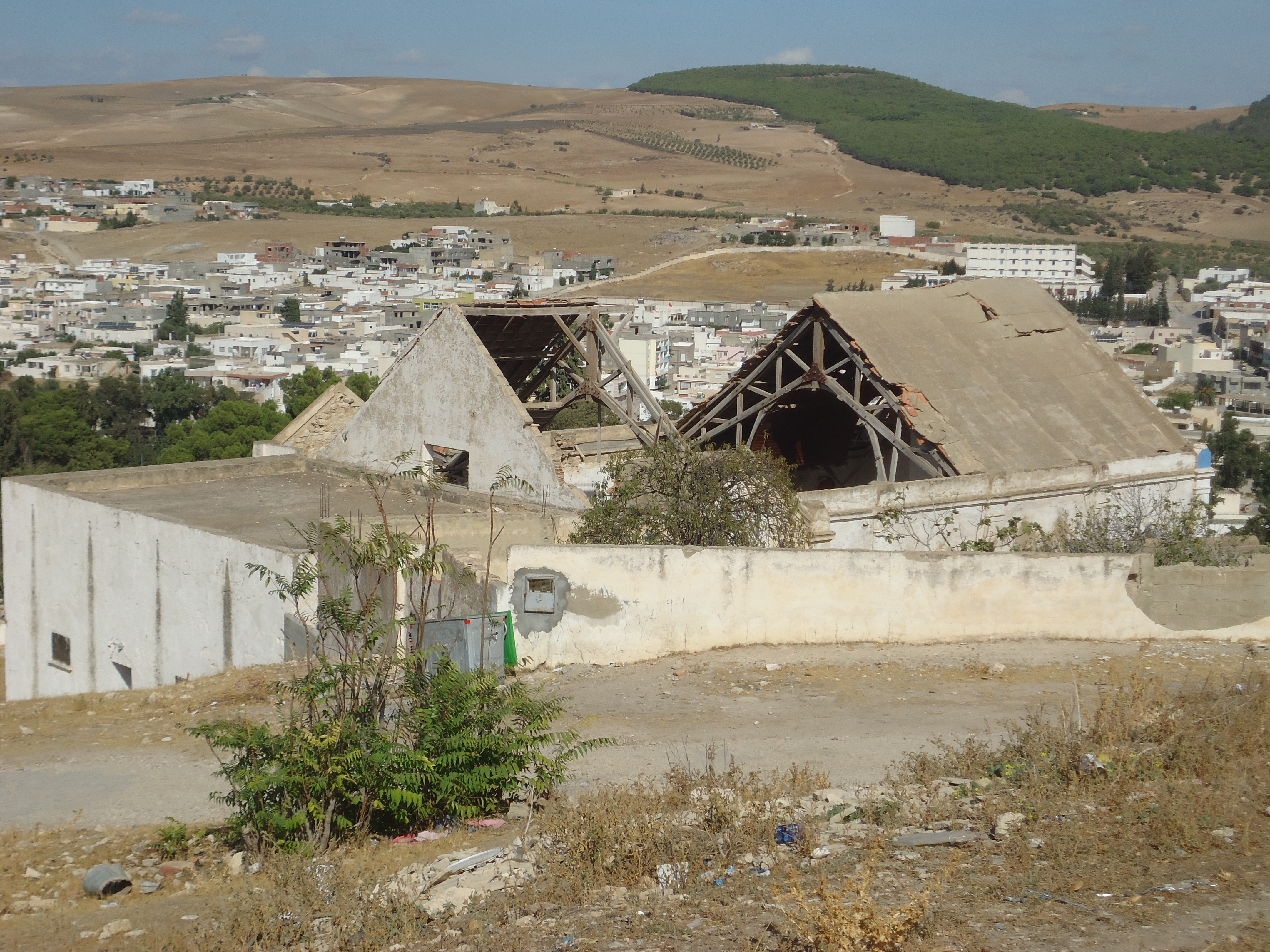
Vue générale.
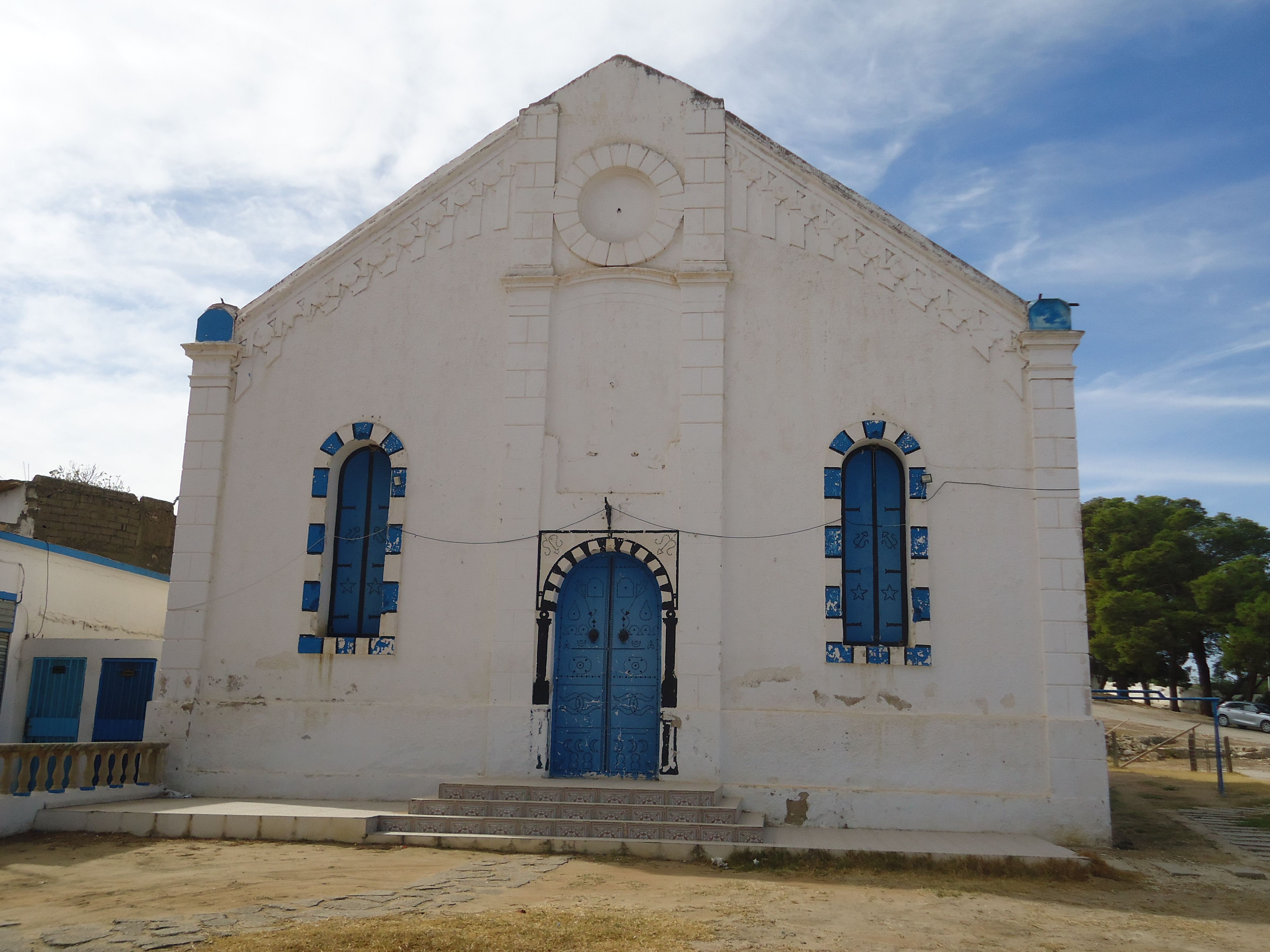
Façade nord-est
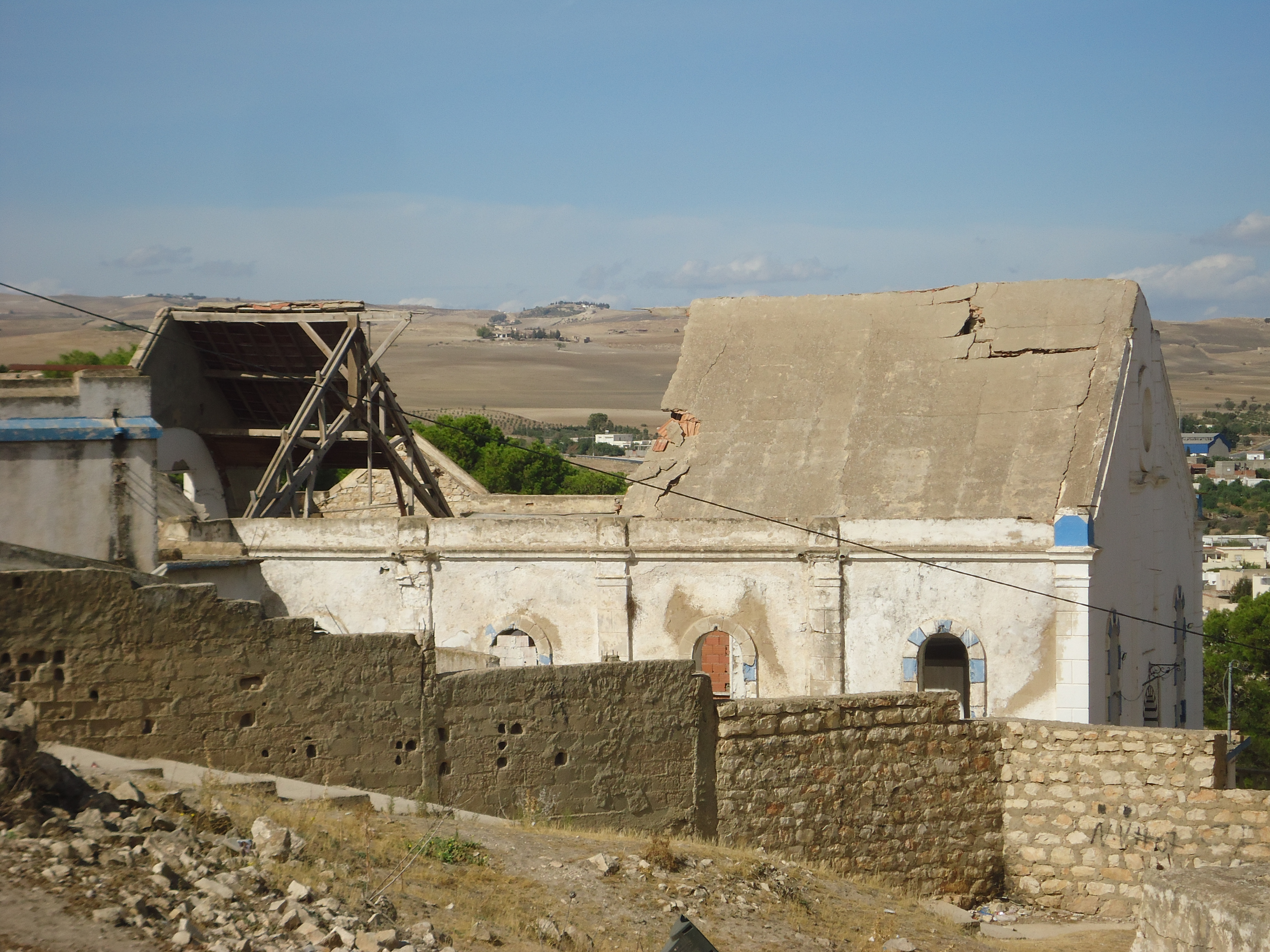
Côté sud-est.
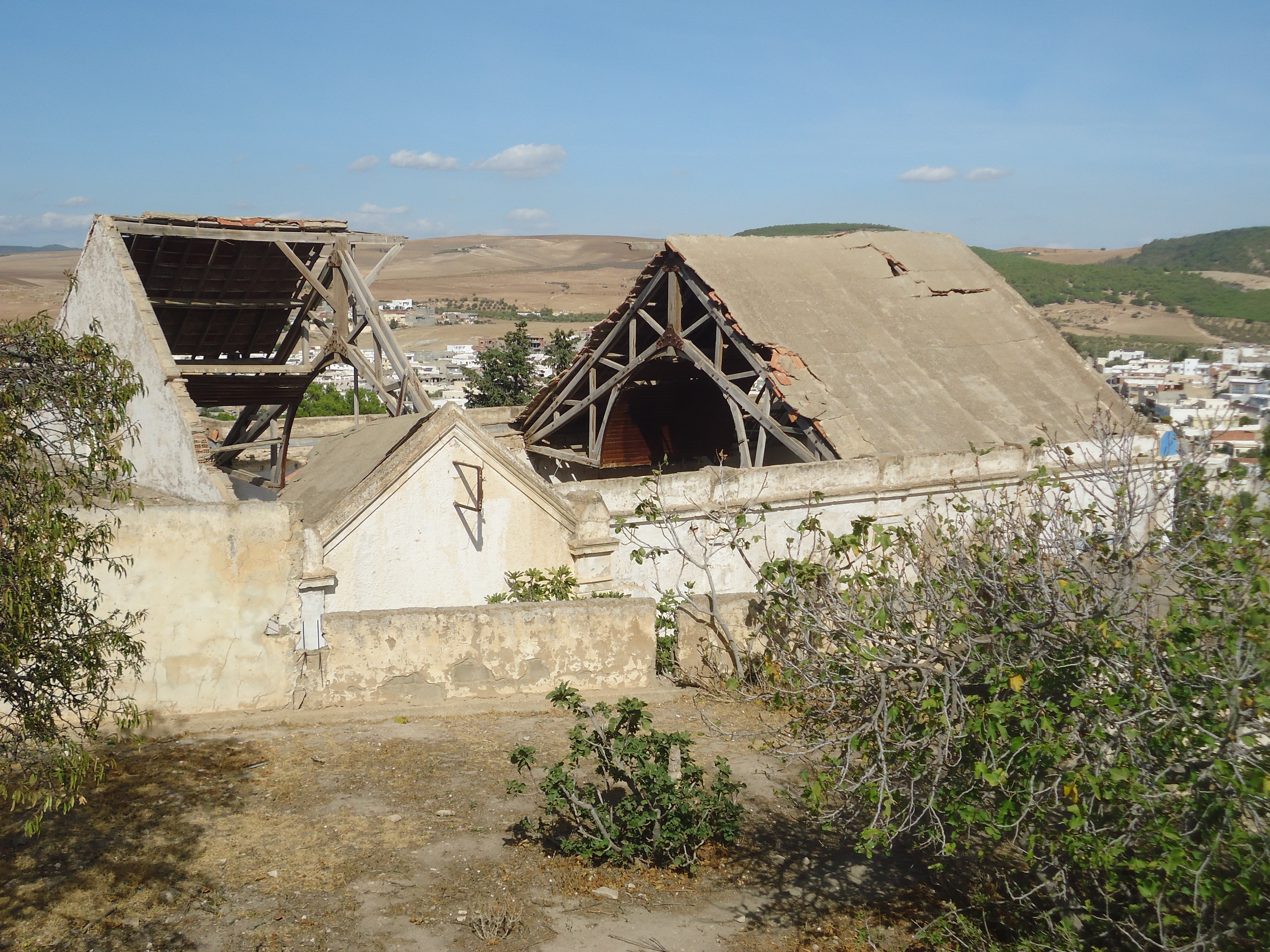
Vue sur la toiture.